# Piekielna jedenastka
Piekielna jedenastka (niem. Die Teufelskicker, 2010) – niemiecki film familijny; sportowy w reżyserii Granza Henmana. Film w Polsce emitowany jest za pośrednictwem kanału ZigZap.

## Fabuła
Moritz (Henry Horn) kocha piłkę nożną, dlatego trenuje w klubie sportowym. Pewnego razu musi przeprowadzić się do nowego miasta. Tutaj nie znajduje uznania u trenera miejscowego klubu piłki nożnej. Postanawia stworzyć własną drużynę.

## Obsada
- Elyas M’Barek jako Flo
- Tim Troeger jako Mark
- Henry Horn jako Moritz
- Dario Flick jako Alex
- Leon Seidel jako Felix
- Marvin Schlatter jako Shadow
- Sammy Scheuritzel jako Niko
- Cosima Henman jako Catrina
- Yassine Gourar jako Mehmet
- Kaan Aydogdu jako Enes
- Benno Fürmann jako ojciec Moritza
- Diana Amft jako matka Moritza
- Armin Rohde jako pan Rothkirch
- Catherine H. Flemming jako pani Rothkirch
- Reiner Schöne jako dziadek Rudi